# 卡緬卡 (奔薩州)

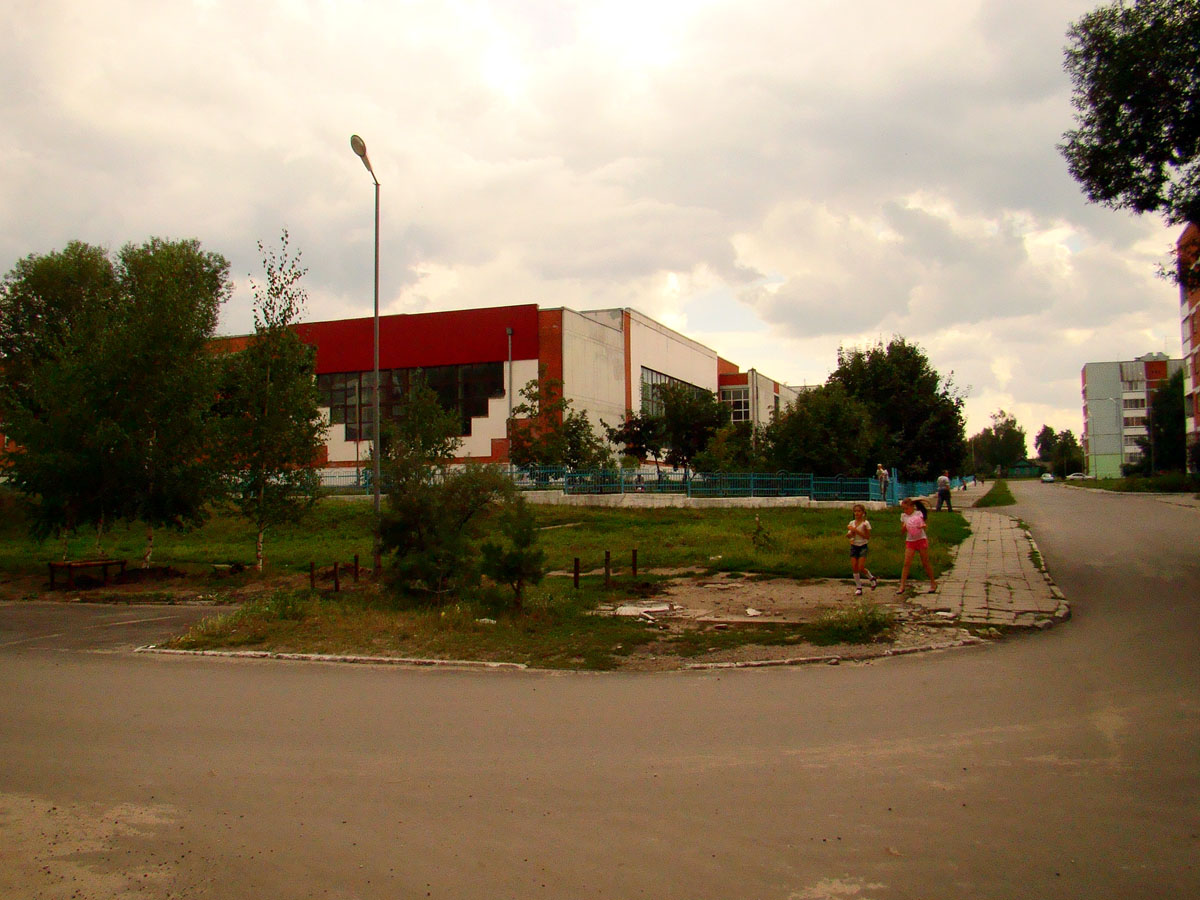

卡緬卡（俄语：Ка́менка）是俄羅斯奔薩州中西部的一個城市，距奔薩以西80公里。2002年時人口為40,712人。
卡緬卡於18世紀建立，1951年正式設市。
53°11′N 44°03′E / 53.183°N 44.050°E